# Pyroleae
Tribu
Les Pyroleae sont une tribu de plantes de la sous-famille des Monotropoideae et de la famille des Ericaceae.
Ils étaient autrefois considérés comme une famille à part entière, les Pyrolaceae.
Selon les classifications, ce taxon est également considéré comme une sous-famille des Ericaceae, les Pyroloïdés, ou Pyroloideae (Lindl., 1829).

## Liste des genres
La sous-famille des Pyroloïdés se compose de quatre genres :
- Chimaphila (Pursh, 1813), qui contient 5 espèces ;
- Pyrola (L., 1753) contenant 30 espèces ;
- Et les genres Moneses (Salisb. ex Gray, 1821) et Orthilia (Raf., 1840) étant tous deux monotypiques, c'est-à-dire qu'ils ne sont composés que d'une seule espèce.

## Liste des espèces en France
En France continentale et ultramarine, le site de l'INPN recense en 2022 9 espèces : 
- Chimaphila
  - Chimaphila maculata (L.) Pursh, 1814
  - Chimaphila umbellata (L.) W.P.C.Barton, 1817
- Pyrola
  - Pyrola americana Sweet, 1830
  - Pyrola chlorantha Sw., 1810
  - Pyrola media Sw., 1804
  - Pyrola minor L., 1753
  - Pyrola rotundifolia L., 1753
- Moneses
  - Moneses uniflora (L.) A.Gray, 1848
- Orthilia
  - Orthilia secunda (L.) House, 1921

## Caractéristique mixotrophique
Il s'agit de plantes ayant la particularité d'être mixotrophes, dont les apports en carbone proviennent ainsi aussi bien de la photosynthèse que d'échanges réalisés avec des champignons mycorhiziens.